# Berezjany
Berezjany (ukrainsk: Бережани, polsk: Brzeżany, jiddisch: ברעזשאַן}, hebraisk: בּז'יז'אני/בּז'ז'ני Bzhezhani/Bzhizhani) er en by i Ternopil rajon, Ternopil oblast (provins) i det vestlige Ukraine. Den ligger ca. 50 km fra oblastens hovedstad, Ternopil. Byen ligger ca. 400 m over havets overflade. Den årlige temperatur i Berezhany varierer fra -35 °C om vinteren til 40 °C om sommeren. Berezhany er hjemsted for administrationen af bykommunen Berezjany hromada, en af Ukraines hromadaer.
Byen havde i 2021 en befolkning på omkring 17.316 mennesker.